# Brzozowo (województwo warmińsko-mazurskie)
Brzozowo (niem. Brosowen) – wieś w Polsce położona w województwie warmińsko-mazurskim, w powiecie węgorzewskim, w gminie Węgorzewo.
W latach 1975–1998 miejscowość administracyjnie należała do województwa suwalskiego.
Brzozowo jest wsią sołecką.
Podczas akcji germanizacyjnej nazw miejscowych i fizjograficznych utrwalona historycznie nazwa niemiecka Brosowen została w 1938 r. zastąpiona przez administrację nazistowską sztuczną formą Hartenstein.